# جاکومو ریتسو
جاکومو ریتسو (ایتالیایی: Giacomo Rizzo؛ زادهٔ ۱۷ ژانویهٔ ۱۹۳۹) بازیگر اهل ایتالیا است. او در بیش از چهل فیلم ظاهر شده است.
از فیلم‌هایی که وی در آن نقش داشته‌است، می‌توان به هزار و یک شب ایتالیایی، دکامرون ممنوعه، پیرینو، آفتی برای رهایی، دخترمدرسه‌ای، حکایت‌های ناپسند، شب‌های گناه‌آلود پیترو آرتینو، چرا عشق‌بازی نمی‌کنیم؟، دکامرون ناپسند، معلم علوم تجربی، مربی اسکی، ۱۹۰۰، نان و شکلات، دکامرون، آوانتی!، یک پلیس زن در جوخه هرزه‌ها، یک پلیس زن در نیویورک، سنبله، ثور، جدی، راننده تاکسی و تعقیب مرگبار اشاره کرد.